# 轮入道

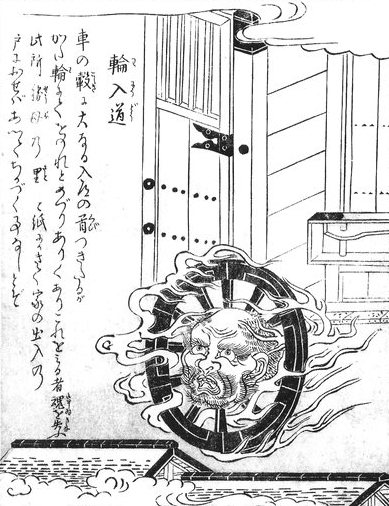
鳥山石燕作品《今昔畫圖續百鬼》中的「輪入道」

轮入道，是鳥山石燕的妖怪画集《今昔画图続百鬼》中出现的日本妖怪。

## 形象
轮入道的形象为一个燃烧着的牛车车轮，而车轮中央则有人的脸孔。传说只要看见那张脸，人的灵魂就会被抽出，而在房子外贴一张写上「此处为胜母之村」字样的符咒就能使轮入道无法进入屋内。这是出自《史記-邹阳列传》中「臣聞盛飾入朝者不以私汙義，底厲名號者不以利傷行。故里名勝母，曾子不入」一句。

## 原型
一般认为鳥山石燕所绘的轮入道的原型是1677年(延宝5年)发行的怪談集《諸国百物語》巻一中京都的東洞院通道内发现的怪物「片輪車」，但也有人认为《今昔画图続百鬼》中被分别描写的片轮车与轮入道实际上都是同一種怪物。《今昔画图続百鬼》中，轮入道为男性，片轮车为女性。也有人认为，两者的分歧始于1743年(寛保5年)发行的杂志《諸国百物語》。

## 故事
从前，在京都的东洞大街上，会有一种叫“轮入道”的妖怪出没。
这种妖怪一到黄昏，就会以骇人的气势从城区跑到山区。从来没有人见过他的模样。有个女人她想看一下，于是在晚上，把门开了一条缝隙等待妖怪的出现。随着“轰隆隆”的巨响，“轮入道”出现了。
女人看见一辆长着可怕面孔挂着车轮飞奔而来，女人被吓了一跳赶快缩回头去。那妖怪叫道：“你这女人与其看我的脸，不如去看看你的孩子吧！”女人回去看孩子时才发现自己孩子的腿已经被扯去。。

## 轮入道所出现过的作品
- 鬼太郎
- 少年陰陽師
- 地獄少女
- 大神 (游戏)
- 妖怪大战争
- 鴉karas
- 妖怪少爺
- 結界師
- 鬼斬
- 仁王 (游戏)
- 陰陽師 (遊戲)
- 神魔之塔 (遊戲)

手里剑战队忍忍者
- ONE PIECE百獸海賊團
- 美食獵人TORIKO